# Microregione di Santa Maria da Vitória
Santa Maria da Vitória è una microregione dello Stato di Bahia in Brasile, appartenente alla mesoregione di Extremo Oeste Baiano.

## Comuni
Comprende 10 municipi:
- Canápolis
- Cocos
- Coribe
- Correntina
- Jaborandi
- Santa Maria da Vitória
- Santana
- São Félix do Coribe
- Serra Dourada